# تونیکامیسین
تونیکامیسین (به انگلیسی: Tunicamycin) با فرمول شیمیایی C۳۹H۶۴N۴O۱۶ یک ترکیب شیمیایی با شناسه پاب‌کم ۶۴۳۳۵۵۷ است. که جرم مولی آن 840.0 g/mol می‌باشد.